# Markovics Pál
Markovics Pál (Szabadka, 1758. december 4. – Pest, 1832. november 22.) jogi doktor, királyi tanácsos, egyetemi tanár.

## Élete
Markovics József fiaként született. A gimnáziumot szülővárosában a piaristáknál, bölcseleti tudományait a győri akadémiában és a budai egyetemen, a jogot pedig ismét Győrött végezte. 1782–1783-ban királyi ösztöndíjjal a budai egyetemen ismételve hallgatta a jogot; egyszersmind a beteg jogtanárt hét hónapig helyettesítette. 1783. szeptember 6-án egyetemes jori doktorrá avatták. 1784-ben a zágrábi egyetemhez a természeti jog tanárává neveztetett ki. 1795. május 28-án magyar nemességet nyert. 1808-ban a Horváth-Szlavon-Dalmátországok nemesi fölkelő-seregében a felkelés tartalmáig hadbíró lett. 1811-ben Zágrábból a pesti egyetemhez mint a természeti s nemzetközi jog tanára helyeztetett át. 1812 és 1813-ban a jogi kar dékánja, 1825-ben pedig az egyetem rektora volt. 1830. március 13-án nyugalomba vonult és királyi tanácsosi címet nyert. Zágráb-, Kőrös- és Hont megyék táblabírája volt. 1832-ben hunyt el Pesten 74 éves korában.

## Művei
- Oratio funebris dum regio scientiarum universitas Hungarica ill. dno Josepho Petrovich ... reg. scient. universitatis pro-praesidi ultima justa persolveret. Pestini in polatio majore regiae scientiarum universitatis. Die 25. Nov. 1819. Budae, 1820
- kéziratban: Praelectiones academicae de jure naturae. Pestini, 1811-12. 4rét két kötet
- kéziratban: Praelectiones academicae ex jure publ. univ. et gentium. Pestini, 1812. 4rét két kötet